# Gabriele Briganti
Gabriele Briganti, noto anche con lo pseudonimo di Gabbriello (Ripafratta, 1874 – Lucca, 1945), è stato un bibliotecario italiano.

## Biografia
Dopo aver studiato presso le Scuole Tecniche di Lucca, nel 1896 venne assunto dalla allora Biblioteca Governativa di Lucca (oggi Biblioteca statale di Lucca). Durante la sua lunga carriera all'interno dell'istituto divenne in due riprese direttore dello stesso (1920, 1938 - 1941) e fu uno dei punti di riferimento dei numerosi studiosi che frequentarono la Biblioteca. Fu in particolare amico di Giovanni Pascoli, il quale per il suo matrimonio nel 1901 gli dedicò la poesia Il gelsomino notturno, Manara Valgimigli e Pietro Pancrazi. Fu anche professore di inglese nella Scuola Tecnica Commerciale di Lucca. Briganti faceva spesso arrivare a Castelvecchio (oggi Castelvecchio Pascoli) i libri richiesti dal poeta, il quale si rivolgeva spesso a lui come consulente nelle traduzioni dall'inglese.
Il Briganti pubblicò vari studi sul Pascoli e traduzioni dall'inglese di varie opere. Fu socio per le lettere dell'Accademia lucchese di scienze, lettere e arti.

### Il carteggio Pascoli Caselli
Il Briganti, alla morte di Alfredo Caselli, acquisì l'importante carteggio che il Pascoli ebbe col droghiere e mecenate lucchese. Nel 1942 quasi tutti i documenti vennero ceduti dal Briganti alla Biblioteca Statale di Lucca, ove si trovano tuttora costituendo uno dei principali strumenti di studio sull'attività del poeta.